# جيرمين فان بيرن
جيرمين فـان بيرن (بالإنجليزية: Jermaine Van Buren) هو لاعب كرة قاعدة أمريكي، ولد في 2 يوليو 1980 في لاوريل في الولايات المتحدة.

## وصلات خارجية
- جيرمين فـان بيرن على موقع دوري كرة القاعدة الرئيسي (الإنجليزية)
- جيرمين فـان بيرن على موقعبيزبول رفرنس.كوم (الدوري الرئيسي) (الإنجليزية)
- جيرمين فـان بيرن على موقعبيزبول رفرنس.كوم (الدوري الثانوي) (الإنجليزية)
- جيرمين فـان بيرن على موقع إي إس بي إن.كوم (أم.أل.بي) (الإنجليزية)
- جيرمين فـان بيرن على موقع مشجعي الرسوم البيانية (الإنجليزية)